# Cantó de Cancale
El cantó de Cancale és una antiga divisió administrativa francesa situat al departament d'Ille i Vilaine a la regió de Bretanya. Va desaparèixer el 2015.

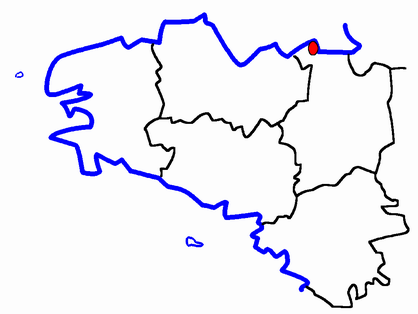
Situació del cantó

## Composició
El cantó aplega 6 comunes :
| Nom francès            | Nom bretó    | Població | km²   | Codi Postal | Codi INSEE |
| Cancale                | Kankaven     | 5.203    | 12,61 | 35260       | 35049      |
| Hirel                  | Hirel        | 1.172    | 9.85  | 35120       | 35132      |
| La Fresnais            | An Onneg     | 1.948    | 14,43 | 35111       | 35116      |
| Saint-Benoît-des-Ondes | Lanwezoù     | 799      | 2,92  | 35114       | 35255      |
| Saint-Coulomb          | Sant-Kouloum | 2.168    | 18,04 | 35350       | 35263      |
| Saint-Méloir-des-Ondes | Sant-Meleg   | 2.995    | 29,49 | 35350       | 35299      |
| Cantó                  | Kankaven     | 14.285   | 87,34 | -           | 3505       |

## Evolució demogràfica
| 1962   | 1968   | 1975   | 1982   | 1990   | 1999   |
| ------ | ------ | ------ | ------ | ------ | ------ |
| 12.656 | 12.260 | 11.958 | 12.382 | 13.332 | 14.285 |

## Història
| Data d'elecció                           | Identitat      | Partit        | Qualitat |
| ---------------------------------------- | -------------- | ------------- | -------- |
| 1985-1998                                | Jean Raquidel  | Divers droite |          |
| 1998-2015                                | Maurice Jannin | Divers gauche |          |
| les dades anteriors no són pas conegudes |                |               |          |
|                                          |                |               |          |